# Dehas
Dehas, ou Dhas, est un woreda de la zone Borena de la région Oromia, en Éthiopie.
Dehas figure sur une carte de 2015 où il est entouré par les woredas Arero, Moyale, Miyu et Dire.
Absent du recensement de 2007, il est vraisemblablement créé entre 2008 et 2014 aux dépens d'anciens territoires d'Arero et de Dire.
Une liste récente confirme l'existence du woreda mais sa superficie actuelle semble moins étendue qu'en 2015.